# Deutscher Friedhof (Hanau)
Der Deutsche Friedhof in Hanau ist ein historischer Friedhof.

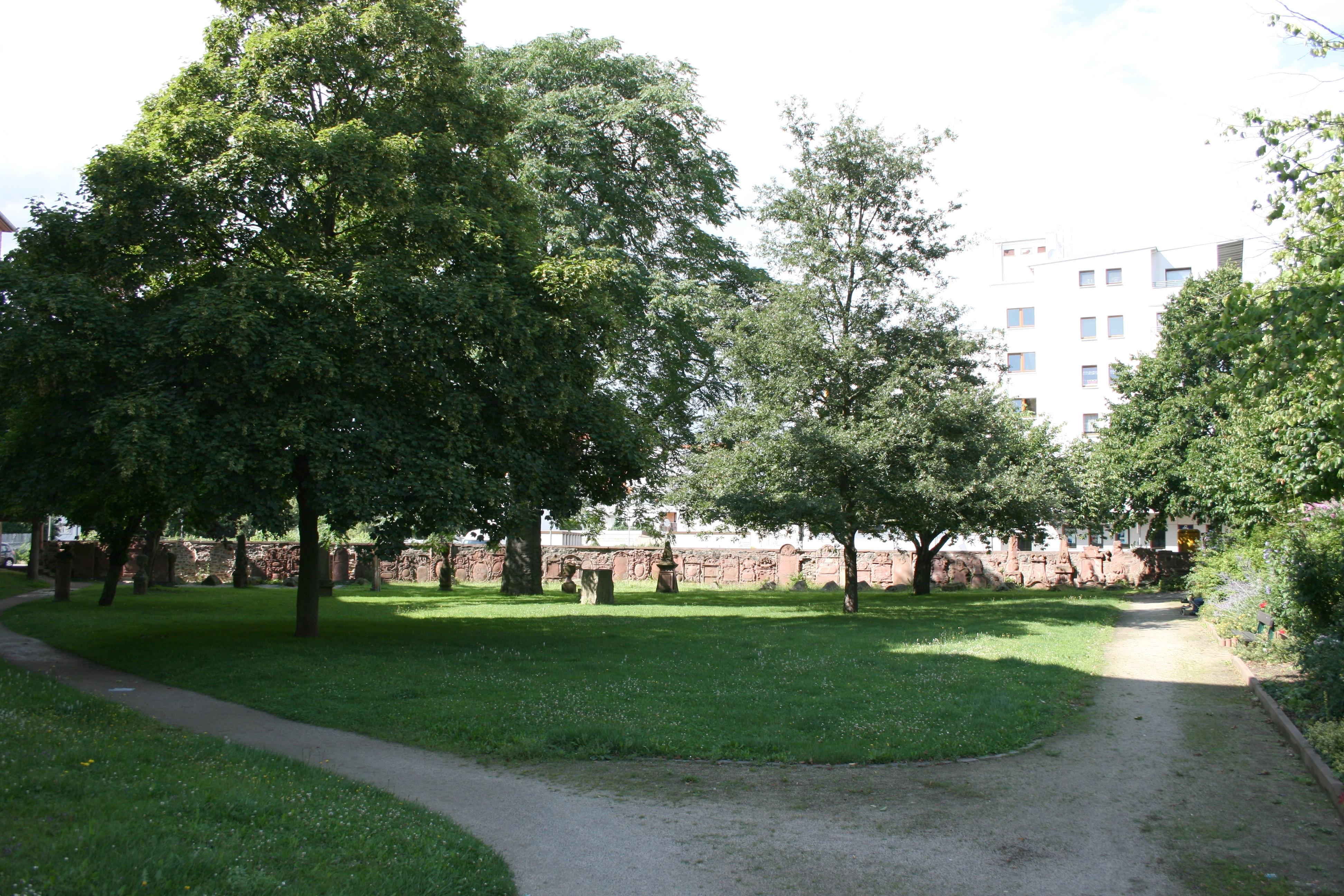
Ansicht des Friedhofs von Süden

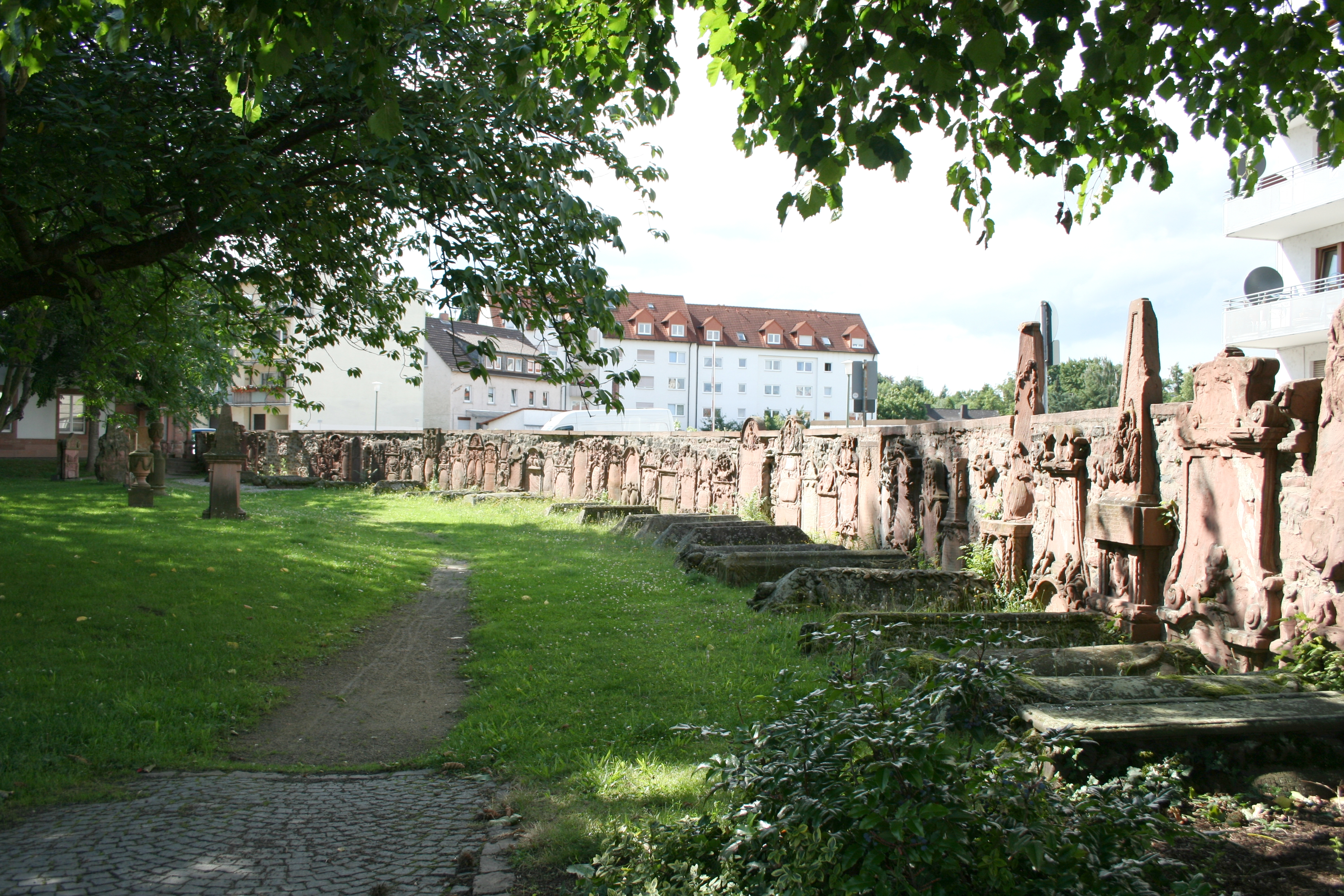
In die Friedhofsmauer entlang des Fischerhüttenwegs wurden zahlreiche Grabsteine eingesetzt.

Er wurde am 19. März 1633 westlich der Stadtbefestigung in unmittelbarer Nähe des Frankfurter Tores der Hanauer Neustadt und der Kinzigbrücke zur Hanauer Altstadt eröffnet, nachdem ein schwedischer Einfall 1632 im Dreißigjährigen Krieg den bisher genutzten Friedhof der Stadt Hanau im Kinzdorf zerstört hatte. Der Deutsche Friedhof befand sich auf dem Gelände, auf dem heute das Gerichtsgebäude in der Nussallee steht.
Der Name Deutscher Friedhof entstand, weil es für die Bewohner der 1597 gegründeten und mit Niederländern und französisch sprechenden Wallonen aufgesiedelten Hanauer Neustadt einen eigenen, den Französischen Friedhof, gab.
Veränderte hygienische Vorstellungen im 19. Jahrhundert erforderten eine Verlegung der Begräbnisstätte: Der Deutsche Friedhof lag nun zu stadtnah und zudem im Überschwemmungsgebiet der Kinzig. Er wurde deshalb 1846 von dem – damals weit vor den Toren der Stadt – gelegenen Hanauer Hauptfriedhof abgelöst. Die zahlreichen Grabmäler blieben zunächst stehen. Die Stadt Hanau überließ das Areal 1906 dem Königreich Preußen für den Bau des neuen Justizgebäudes, der ab 1908 erfolgte. Mehr als 50 Grabmäler aus dem 17. bis 19. Jahrhundert wurden in Nachbarschaft zum Gerichtsgebäude in einer kleinen Parkanlage museal wieder aufgestellt, einige wenige zum Hauptfriedhof transloziert.
Die vorwiegend aus Sandstein gearbeiteten Grabdenkmäler sind heute durch Witterungseinflüsse stark in Mitleidenschaft gezogen. 2003 fasste die Stadtverordnetenversammlung den Beschluss, deren Sanierung zu unterstützen. Der Hanauer Geschichtsverein rief eine Patenaktion „Rettet den Alten Deutschen Friedhof!“ ins Leben, die zur Sanierung eines Teils der 58 Grabsteine und 24 Kenotaphe beiträgt.